# Эйвери, Маргарет
Маргарет Эйвери (англ. Margaret Avery; род. 20 января 1944) — американская актриса и певица.

## Биография
Маргарет Эйвери родилась в небольшом городе Мэнгам в Оклахоме, а детство провела в Сан-Диего. Она обучалась в Университете штата в Сан-Франциско, где получила степень бакалавра педагогических наук.
Её желание стать актрисой проявилось на школьных театральных постановках, во время её работы учительницей по подмене в одной из школ Лос-Анджелеса. Далее последовали уже профессиональные выступления на театральных сценах Лос-Анджелеса, а в 1972 году состоялся её дебют на телевидении. В том же году Эйвери появилась и на большом экране в фильме «Прохладный ветерок», своеобразном «чернокожем» ремейке фильма «Асфальтовые джунгли», где актриса сыграла персонаж Мэрилин Монро в оригинальной экранизации. Последующие годы Эйвери много снималась на телевидении во второстепенных ролях.
Крупным успехом для Маргарет Эйвери стала роль энергичной исполнительницы блюза Шаг Эйвери в драме Стивена Спилберга «Цветы лиловые полей», за которую она была выдвинута на «Оскар» в номинации «лучшая актриса второго плана». В дальнейшем она продолжила свои появления на телевидении, где у неё были роли в телесериалах «Она написала убийство», «Крутой Уокер», «Военно-юридическая служба», «Пороги времени».
Последний раз на большом экране Маргарет Эйвери появилась в 2008 году в двух комедиях — «Добро пожаловать домой, Роско Дженкинс!» и «Знакомство с Браунами». В настоящее время актриса живёт в Лос-Анджелесе, принимая активное участие в работе с проблемной молодёжью.
Начиная с 2013 года Эйвери играет роль матери главной героини в сериале «Быть Мэри Джейн».

## Фильмография

### Фильмы
| Год  |     | Русское название                        | Оригинальное название           | Роль               |
| ---- | --- | --------------------------------------- | ------------------------------- | ------------------ |
| 1972 | ф   | Что-то зловещее                         | Something Evil                  | Ирен               |
| 1972 | ф   | Прохладный ветерок                      | Cool Breeze                     | Lark               |
| 1972 | ф   | Дом ужасов                              | Terror at Red Wolf Inn          | Эдвина             |
| 1973 | ф   | Психопат                                | An Eye for an Eye               | Медсестра          |
| 1973 | ф   | Высшая сила                             | Magnum Force                    | Проститутка        |
| 1973 | ф   | Беспорядки в Гарлеме                    | Hell Up in Harlem               | Сестра Дженнифер   |
| 1976 | ф   |                                         | Louis Armstrong - Chicago Style | Альма Рэй          |
| 1977 | ф   | Переезд                                 | Which Way is Up?                | Энни Мэй           |
| 1977 | ф   | Скотт Джоплин                           | Scott Joplin                    | Белль Джоплин      |
| 1979 | ф   | Рыбы, которые спасли Питтсбург          | The Fish That Saved Pittsburgh  | Тоби Миллман       |
| 1980 | ф   | Серое небо                              | The Sky Is Gray                 | Розмари            |
| 1980 | ф   | Резец небесный                          | The Lathe of Heaven             | Хизер ЛеЛаш        |
| 1985 | ф   | Цветы лиловые полей                     | The Color Purple                | Шуг Эйвери         |
| 1988 | ф   |                                         | Blueberry Hill                  | Хэтти Кейл         |
| 1989 | ф   | Излучина реки                           | Riverbend                       | Белл Коулман       |
| 1989 | ф   | Одинокие женщины и женатые мужчины      | Single Women Married Men        | Грейс Уильямс      |
| 1990 | ф   | Жаркая пора                             | Heat Wave                       | Рокси Терпин       |
| 1990 | ф   | Возвращение Суперфлая                   | The Return of Superfly          | Франсин            |
| 1993 | ф   | Молния в бутылке                        | Lightning in a Bottle           | Доктор Зирхид      |
| 1993 | ф   | Посланец тьмы                           | Night Trap                      | Мисс Сэди          |
| 1994 | ф   | Киборг 3: Переработчик                  | Cyborg 3: The Recycler          | Док Эдфорд         |
| 1995 | ф   | Западня                                 | The Set-Up                      | Оливия Дюбуа       |
| 1995 | ф   | Бремя белого человека                   | White Man's Burden              | Меган Томас        |
| 1998 | ф   | Убийственная любовь                     | Love Kills                      | Мун                |
| 2002 | ф   | Секунда до смерти                       | Second to Die                   | Страховой агент    |
| 2006 | ф   |                                         | Waitin' to Live                 | Перлин Логгинс     |
| 2007 | ф   | Да поможет нам бог                      | Lord Help Us                    | Доринда Томас      |
| 2007 | ф   |                                         | Exodus                          | Ограбленный турист |
| 2008 | ф   | Добро пожаловать домой, Роско Дженкинс! | Welcome Home Roscoe Jenkins     | Мама Дженкинс      |
| 2008 | ф   | Знакомство с Браунами                   | Meet the Browns                 | Сара Браун         |
| 2009 | кор |                                         | Extrospection                   | Анна               |
| 2018 | ф   | Гордая Мэри                             | Proud Mary                      | Мина               |
| 2019 | ф   | Старики под присмотром                  | Grand-Daddy Day Care            | Милли              |
| 2022 | ф   |                                         | We Are Gathered Here Today      | Эстель Уайатт      |
| 2022 | ф   |                                         | Block Party Juneteenth          | Дженис Соммерс     |

### Телевидение
| Год       | Название на русском                   | Название на английском                    | Роль                           | Примечания                                       |
| --------- | ------------------------------------- | ----------------------------------------- | ------------------------------ | ------------------------------------------------ |
| 1973      |                                       | The New Dick Van Dyke Show                | Пэм Харрис/медсестра Уилкинсон | Эпизод "What Your Best Friend Doesn't Know"      |
| 1973      | Железная сторона                      | Ironside                                  | Бармен                         | Эпизод "The Last Payment"                        |
| 1974      | Коджак                                | Kojak                                     | Лула                           | Эпизод "You Can't Tell a Hurt Man How to Holler" |
| 1974      | Доктор Маркус Уэлби                   | Marcus Welby, M.D.                        | Джули                          | Эпизод "The 266 Days"                            |
| 1975      | Санфорд и сын                         | Sanford and Son                           | Дениз                          | Эпизод "Strange Bedfellows"                      |
| 1975      | Колчак: Ночной охотник                | Kolchak: The Night Stalker                | Рут Ван Гален                  | Эпизод "The Sentry"                              |
| 1982      |                                       | The Powers of Matthew Star                | Эйприл                         | Эпизод "Accused"                                 |
| 1983      | Жизнь для нас: История Мэдгара Эверса | For Us the Living: The Medgar Evers Story | Дотти                          |                                                  |
| 1985      | Она написала убийство                 | Murder, She Wrote                         | Дикси                          | Эпизод "Jessica Behind Bars"                     |
| 1987      |                                       | Rags to Riches                            | Селия Ричардс (Си Си Смит)     |                                                  |
| 1987      | Полиция Майами                        | Miami Vice                                | Салли Кордова                  | Эпизод "The Afternoon Plane"                     |
| 1992      | Джексоны: Американская мечта          | The Jacksons: An American Dream           | Марта Скрус                    |                                                  |
| 1992      | Шоу Косби                             | The Cosby Show                            | Лиа                            | Эпизод "Clair's Reunion"                         |
| 1992      |                                       | Roc                                       | Хелен                          | Эпизод "The Lady Killer"                         |
| 1998      |                                       | Wie stark muss eine Liebe sein            | Мэри Макмиллиан                | Немецкое ТВ                                      |
| 2005      | Кости                                 | Bones                                     | Айви Гиллеспи                  | Эпизод "The Man in the Fallout Shelter"          |
| 2013-2019 | Быть Мэри Джейн                       | Being Mary Jane                           | Хелен Паттерсон                | Регулярная роль, 34 эпизода                      |
| 2017      | Библиотекари                          | The Librarians                            | Элеонора Дарнелл               | Эпизод "And the Silver Screen"                   |
| 2019      | Анатомия страсти                      | Grey's Anatomy                            | Люсиль Рид                     | Эпизод "I Walk The Line"                         |
| 2019      | Всё к лучшему                         | Better Things                             | Эстер                          | Эпизод "Easter"                                  |
| 2021      | Соседство                             | The Neighborhood                          | Тетя Десайрей                  | Эпизод "Welcome to the Family"                   |